# Xã Smoky View, Quận Saline, Kansas
Xã Smoky View (tiếng Anh: Smoky View Township) là một xã thuộc quận Saline, tiểu bang Kansas, Hoa Kỳ. Năm 2010, dân số của xã này là 911 người.